# Национальный день свободы брака
Национальный день свободы брака — неофициальная памятная дата в США, отмечаемая ежегодно 12 февраля в рамках кампании по борьбе за легализацию однополых браков.
Инициатором учреждения этого дня стала правозащитная организация Lambda Legal, которая фокусируется на борьбе за права членов ЛГБТ-сообщества и людей, живущих с ВИЧ/СПИД. Впервые он отмечался в 1999 году.
Самым памятным стал Национальный день свободы брака в 2004 году, когда с разрешения мэра Сан-Франциско Гэвина Ньюсома в городе и округе Сан-Франциско начали выдавать разрешения на брак однополым парам, что было прямым нарушением действующего федерального Закона о защите брака. Позже эти разрешения были аннулированы Верховным судом, но поступок Гэвина Ньюсома обратил внимание общественности на проблему однополых браков.
26 июня 2013 года Верховный суд США вынес решение о неконституционности третьей части Закона о защите брака. Фактически это означает признание однополых браков федеральным правительством. Однако решение о разрешении или запрещении однополых браков принимается на уровне законодательства отдельных штатов. По состоянию на ноябрь 2013 года, однополые браки были легализованы в 16 штатах.